# 147 (numero)
Centoquarantasette (147) è il numero naturale dopo il 146 e prima del 148.

## Proprietà matematiche
- È un numero dispari.
- È un numero composto con i seguenti divisori: 1, 3, 7, 21, 49. Poiché la somma dei suoi divisori è 81 < 147, è un numero difettivo.
- È un numero nontotiente.
- È un numero 50-gonale.
- È parte delle terne pitagoriche (140, 147, 203), (147, 196, 245), (147, 504, 525), (147, 1196, 1205), (147, 1540, 1547), (147, 3600, 3603), (147, 10804, 10805).
- È un numero a cifra ripetuta e un numero palindromo nel sistema di numerazione posizionale a base 20 (77).

## Astronomia
- 147P/Kushida-Muramatsu è una cometa periodica del sistema solare.
- 147 Protogeneia è un asteroide della fascia principale del sistema solare.
- NGC 147 è una galassia ellittica della costellazione di Cassiopea.

## Astronautica
- Cosmos 147 è un satellite artificiale russo.

## Filosofia
- È il numero delle cosiddette Massime delfiche.